# روبرت بارت
روبرت بارت (بالفرنسية: Robert Bart)‏ هو منافس ألعاب قوى فرنسي، ولد في 21 يونيو 1930 في Merville, Nord ‏ في فرنسا، وتوفي في 14 يناير 2003.

## وصلات خارجية
- روبرت بارت على موقع الاتحاد الفرنسي لألعاب القوى (الفرنسية)
- روبرت بارت على موقع أوليمبيديا (الإنجليزية)